# Gypsophila melampoda
Gypsophila melampoda là loài thực vật có hoa thuộc họ Cẩm chướng. Loài này được Bien. ex Boiss. mô tả khoa học đầu tiên năm 1867.